# Helolampis militaris
Helolampis militaris är en insektsart som beskrevs av Marius Descamps 1978. Helolampis militaris ingår i släktet Helolampis och familjen Romaleidae. Inga underarter finns listade i Catalogue of Life.